# جمعية أدبية

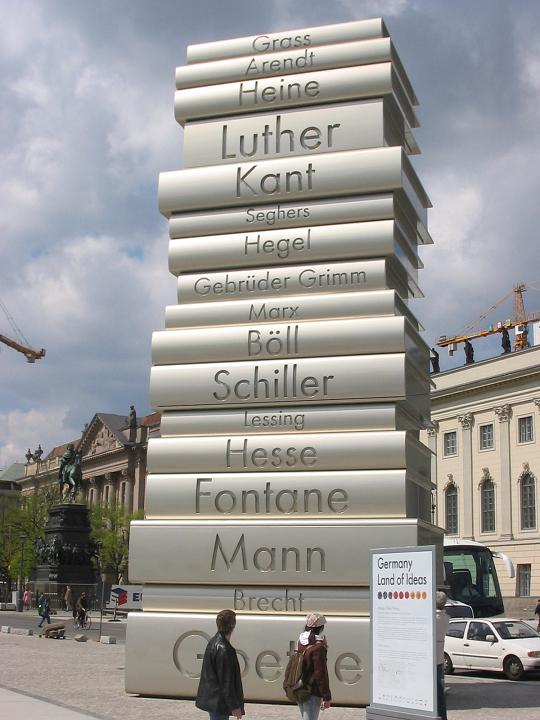

الجمعية الأدبية  هي مجموعة من الناس المهتمة الأدب وبالمعنى الحديث تشير للمجموعة التي لديها رغبة بتعزيز نوع محدد من الكتابة أو كاتب معين، وعادة ما تدعم الجمعيات الأدبية الحديثة الأبحاث وتنشرالنشرات الاخبارية الأدبية وتعقد لقاءات لعرض الأبحاث ونشرها وبعض هذه اللقاءات بحثية أكاديمية وبعضها الآخر أكثر ما تكون مجموعات اجتماعية من الهواة الذين ينتهزون فرصة مناقشة كاتبهم المفضل مع غيرهم من الهواة.
يشير مصطلح  الجمعية الادبية تاريخيا لصالونات ادبية مثل «مادام دي شتال» و«مادام جيوفرين» و«مادام دي تنشن» في نظام الحكم القديم في فرنساقبل ثورة عام 1789 وهناك مفهوم اخر يتعلق بالجمعيات الادبية الجامعية لمجموعات طلابية خاصة في الولايات المتحدة الاميركية على نحو خاص.

## الجمعيات الأدبية في القرن التاسع عشر
أمثلة حديثة من الجمعيات الادبية:
1.في فرنسا، الشعراء البارنسيين (1866)
2.في المانيا، تعد جمعية نفق نهر شبريه ودائرة جورج من ضمن الجعيات الأكثر شيوعا ولكن الجمعية الأدبية الأكبر هي جمعية شيفلبوند كاريلسروة الأدبية التي تأسست عام 1891 في مدينة شفيتسغنغن التي تدعي اليوم بكاريلسروة تكريما للشاعر جوزيف فيكتور فون شيفيل وتضم 7000 عضوا وكذلك جمعية شيللر الأدبية التي تضم معهد الارشيف الألماني والذي يحتوي على أكبر مكتبة أرشيفية خاصة متخصصة بالأدب الألماني. وتضم جمعية شيللر 2500 عضو.
3.في روسيا جمعية آرزماس عام 1815.
4. في الهند، الجمعية الأدبية البنغالية (1893) لتعزيز الادب البنغالي.
5. في إيطاليا، الجمعية الأدبية دي فيرونا (1808)
6. في المكسيك. اركاديا ميكسيكانا (1808)، اكاديمية دي ليتران
(1836) وليثيو هيدالجو (1850).

## الجمعيات الأدبية في القرن العشرين
1.في كندا، جمعية صانعو الجزم في تورنتو.
2. فيالمانيا، المجموعة 47.
3.فيالهند، اسام سهيتية صابحا لتعزيزالأدب الاسامي ""Assam sahitya Sabha.
4.في روسيا، الاخوة ساريبيون ومجموعة الجبهة اليسارية من الفنون.
5.في المملكة المتحدة. جمعية كيبلينغ.
6. في الولايات المتحدة، بيكر ستريت اريغيولار ومجتمع نورمان مايلر، مجموعة الذئب.

## الجمعيات الأدبية في الجامعات الأمريكية
لقد وجد في الكليات والجامعات الأمريكية في القرن التاسع عشر جمعياتأدبية ذات طابع خاص فقد كانت الجمعيات الأدبية تقريبا جزء من جميع المعاهد الأكاديمية وعادة ما كانت توجد على شكل ازواج في حرم جامعي معين وتتنافس فيما بينها في اجتذاب الأعضاء والهيبة والاحترام وقد ساهمت في جعلالأدب الحديث والاحداث الجارية جزءا من المنهاح الجامعي إلى جانب الدراساتالكلاسيكية، فبات المنهاج اقل تحفظا والكثير من هذه الجمعيات الادبية الجامعية أيضا تضم مكتبات مهمة والتي عادتة ما نافست أو تفوقت على المكتبة الجامعية وعندما حل هذه المكتبات كانت الكتب تعطى للجامعة، وحتى اليوم نجد اقدم الكتب في الجامعات العريقة غالبا ما تحتوي عل طابع مكتوب عليه الكتاب ملك لجمعية ادبية ما.
هناك منظمات ذات أسماء ومواضيع لاتينية تتنوع أهدافها من جمعية لأخرى وتتضمن النشاطات التالية دون أن تكون مقتصرة عليها: عروض اسبوعية لكتابات أعضاء الجمعية ومناقشات حول مزاياها وقراءة لاعمال الاعضاء واعمال غيرهم يتبعها مناقشة إنتاج ادبي منوع ويؤدى بمهارات خطابية، وخدمة في مناسبات معينة وفرق رياضية داخلية إضافة إلى اللقاءات الاجتماعية. وعادة ما تختتم هذه اللقاءات الاجتماعية بتقديم وجبات خفيفة مثل الفستق وسمك السردين، وقد لعبتالموسيقى والغناء دورا مهما أيضا في أنشطة هذه الجمعيات بعدما أصبحت الآلات الموسيقية أكثر توفرا. هناك سبع جمعيات أدبية نشطة في كلية الينوي الجامعية ومن هذه الجمعيات الجامعية الأدبية التي تحتوي على أسماء لاتينية نشأت اولى المنظمات التي تحمل أسماء قديمة مثل جمعية الاخوة بيتا ثيتا بي "Bita thita bi" وقد انشاها ثمانية طلاب من جمعية الاتحاد الأدبي في جامعة ميامي1839م.
لقد نشأت كثير من الجمعيات الادبية ذات الأسماء الاغريقية نتيجة لانقسام داخل الجمعيات ذات الطابع اللاتيني وهي اصغر ومرقمة من 8 ل15 وفي أ أي وقت وهي جمعيات أكثر ودية مقارنة بالجمعيات الادبية الأخرى اذ تكون الثقة متبادلة مع تعزيز مبدا السرية إلى حد ما والتي أصبحت سمة مميزة في الجعيات ذات الطابع الاغريقي، وبعض هذه الجعيات اضمحلت انما بقيت آثارها لكن الجزء الأكبر منها انتهى في بدايات القرن العشرين.